# Oswald Venske
Oswald Martin Venske (* 4. August 1867 in Danzig; † 23. Januar 1939 in Potsdam) war ein deutscher Mathematiker, der als Observator am Meteorologisch-Magnetischen Observatorium in Potsdam wirkte.

## Leben
Oswald Venske studierte an der Georg-August-Universität Göttingen und wurde nach seiner im Mai 1890 erfolgten Prüfung im März 1891 in Göttingen mit seiner Dissertation Behandlung einiger Aufgaben der Variationsrechnung, welche sich auf Raumkurven konstanter erster Krümmung beziehen zum Dr. phil. promoviert.
Oswald Venske wirkte zunächst als Assistent und später dann als Observator am Meteorologisch-Magnetischen Observatorium in Potsdam, das zum Preußischen Meteorologischen Institut in Berlin gehörte.
Er führte den Professorentitel, war Mitglied der Deutschen Meteorologischen Gesellschaft und wurde 1932 in der Sektion Geophysik und Meteorologie zum Mitglied der Deutschen Akademie der Naturforscher Leopoldina gewählt.
Von seiner Korrespondenz ist ein Brief an den Mathematiker Adolf Hurwitz überliefert.

## Schriften
- Behandlung einiger Aufgaben der Variationsrechnung, welche sich auf Raumkurven konstanter erster Krümmung beziehen. Inaugural-Dissertation, Dieterich, Göttingen 1891
- Zur Theorie derjenigen Raumcurven, bei welchen die erste Krümmung eine gegebene Function der Bogenlänge ist. In: Sitzungsberichte der Königlich Preussischen Akademie der Wissenschaften, 2, Berlin 1903, S. 937–946 (Digitalisat)
- Die erdmagnetischen Beobachtungen von Dr. Filchner auf seiner Reise in China und Tibet in den Jahren 1926–1928. Springer, Berlin 1931
- Die mondentägige Periodizität der horizontalen Komponenten der erdmagnetischen Kraft nach den Aufzeichnungen des Potsdamer Magnetographen i. d. Jahren 1891–1905. Behrend & Co., Berlin 1916